# FRUIT MARKET
『FRUIT MARKET』（フルーツ・マーケット）は、2016年10月1日から2020年2月29日までJ-WAVEで放送されていたラジオ番組。

## 概要
土曜午後のワイド番組で、毎週土曜 15:00 - 17:00（日本標準時）に放送。ナビゲーターは、それまで『ZAPPA』で日曜を担当していた横山エリカが務めていた。
果物市場の名を冠したこの番組は、トレンド情報からエンタメ情報、スポーツ情報、グルメ情報、そして恋愛関係の話とよりどりみどりな内容で放送。それらのトピックスを、良質な音楽とともにリスナーのもとへ届けていた。

## コーナー

### 番組終了時のコーナー
- 15:15 - 15:30 WEEKLY SUMMARY
- 15:40 - 15:50 TRAVEL LOVERS
- 16:00 - 16:00 MEIJI ERIKA'S SWEETS PARTY
- 16:30 - 16:50 JAGUAR LAND ROVER UK SOUND DRIVE

### 途中で終了したコーナー
- 15:40 - 15:50 INTO THE CITY[2]
- 15:40 - 15:50 TODAY'S DISH[3] - コーナータイトルが「RADISH BO-YA TODAY'S DISH」に変更されていた時期あり[4]。
- 15:40 - 15:50 SAPPORO AI NO Skal WHITE SOUR GOOD TIME![5]
- 16:00 - 16:20 MITSUBISHI JISHO RESIDENCE PARADISE FIELD[6] - 前番組『J-POP SATURDAY』からの引き継ぎコーナー。